# Wrightových–Pattersonova letecká základna
Wrightových–Pattersonova letecká základna (anglicky: Wright-Patterson Air Force Base) je vojenské zařízení ozbrojených sil Spojených států poblíž města Dayton v Ohiu. Základna je pojmenována po bratřích Wrightových, kteří na území dnešní základny prováděli zkušební lety, a po F. S. Pattersonovi, synovi a vnukovi spoluzakladatelů společnosti National Cash Register (NCR), který na území dnešní základny roku 1918 se svým letadlem havaroval a zemřel.
Součástí základny je 3841 metrů dlouhá hlavní ranvej, vojenská nemocnice (USAF Medical Center), vojenská škola (Air Force Institute of Technology) a Národní muzeum Letectva Spojených států amerických (National Museum of the United States Air Force).
Podle sčítání obyvatelstva roku 2000 měla Wrightových–Pattersonova letecká základna 6656 stálých obyvatel.